# 鈴木鈴
鈴木 鈴（すずき すず ）は、日本のライトノベル作家・脚本家・漫画原作者。
第8回電撃ゲーム小説大賞において『我が町の吸血鬼』で〈選考委員奨励賞〉受賞。同作品を『吸血鬼のおしごと』と改題し電撃文庫より出版、小説家デビューを果たした。以降『吸血鬼のおしごと』シリーズ（完結）、『海辺のウサギ』、『サンダーガール!』シリーズと順調に筆を進めている。
デビュー当時は大学生であったが、現在は無事に卒業している。
作風はSFファンタジーを好み、デビュー作も当初は「ファンタジック・コメディ」と銘打っていた。

## 作品リスト

### 小説
- 吸血鬼のおしごとシリーズ
- 海辺のウサギ （ISBN 4-8402-2631-8）
- サンダーガール!シリーズ
- あんでっど★ばにすた!シリーズ
- 吸血鬼のひめごとシリーズ
- 白山さんと黒い鞄
- ウチの姫さまにはがっかりです…。
- ベッドルームで召し上がれ
- 放課後の魔法戦争
- 異世界管理人・久藤幸太郎

### アニメ
- K（脚本 - 第1期第2話、第2期第3話・第11話）
- AYAKA -あやか-

### 漫画原作
- 誓約のフロントライン（作画：佐藤ミト、『少年マガジンエッジ』2015年12月号[1] - 2018年7月号、全6巻）